# Saison 6 de Desperate Housewives
Chronologie
Saison 5 Saison 7
Cet article présente le guide des épisodes de la sixième saison du feuilleton télévisé américain Desperate Housewives.

## Distribution

### Acteurs principaux
- Teri Hatcher (VF : Claire Guyot) : Susan Delfino
- Felicity Huffman (VF : Caroline Beaune) : Lynette Scavo
- Marcia Cross (VF : Blanche Ravalec) : Bree Hodge
- Eva Longoria Parker (VF : Odile Schmitt) : Gabrielle Solis
- Ricardo Antonio Chavira (VF : Bernard Gabay) : Carlos Solis
- Doug Savant (VF : Emmanuel Curtil) : Tom Scavo
- Kyle MacLachlan (VF : Patrick Poivey) : Orson Hodge
- Dana Delany (VF : Marine Jolivet) : Katherine Mayfair (épisodes 1 à 10, 13, 15 à 18)
- Drea de Matteo (VF : Marjorie Frantz) : Angie Bolen
- Maiara Walsh (VF : Chloé Berthier) : Ana Solis (épisodes 1 à 5, 9, 12 à 15 et 17)
- Brenda Strong (VF : Françoise Cadol) : Mary Alice Young
- James Denton (VF : Arnaud Arbessier) : Mike Delfino

### Acteurs secondaires
- Andrea Bowen (VF : Karine Foviau) : Julie Mayer (épisodes 1 à 12 et 20)
- Kathryn Joosten (VF : Nicole Favart) : Karen McCluskey
- Jeffrey Nordling (VF : Michel Dodane) : Nick Bolen
- Beau Mirchoff (VF : Donald Reignoux) : Danny Bolen
- Charles Carver (VF : Olivier Martret) : Porter Scavo
- Max Carver (VF : Alexandre Nguyen) : Preston Scavo
- Joshua Logan Moore (VF : Thomas Sagols) : Parker Scavo
- Kendall Applegate (VF : Claire Bouanich) : Penny Scavo
- Madison De La Garza (VF : Thamila Mesbah) : Juanita Solis
- Mason Vale Cotton : M.J. Delfino
- Richard Burgi (VF : Bernard Lanneau) : Karl Mayer (épisodes 1 à 11)

### Récurrents
- Daniella Baltodano : Celia Solis
- John Barrowman (VF : Serge Faliu) : Patrick Logan
- Orson Bean (VF : Jean-François Laley) : Roy Bender
- Julie Benz (VF : Anneliese Fromont) : Robin Gallagher
- Lyndsy Fonseca (VF : Adeline Chetail) : Dylan Mayfair (épisode 10)
- Zane Huett (VF : Gwenaël Sommier) : Parker Scavo enfant
- Brent Kinsman (VF : Gwenaël Sommier) : Preston Scavo enfant
- Shane Kinsman (VF : Gwenaël Sommier) : Porter Scavo enfant
- Joy Lauren (VF : Manon Azem) : Danielle Van de Kamp
- Jesse Metcalfe (VF : Emmanuel Garijo) : John Rowland
- Mark Moses (VF : Luc Bernard) : Paul Young (épisode 23)
- Samuel Page (VF : Damien Ferrette) : Sam Allen
- Shawn Pyfrom (VF : Yoann Sover) : Andrew Van de Kamp
- Kevin Rahm (VF : Pierre Tessier) : Lee McDermott
- Tuc Watkins (VF : Jérôme Rebbot) : Bob Hunter
- Josh Zuckerman (VF : Alexandre Gillet) : Eddie Orlofsky
- Helena Mattsson (VF : Alexia Lunel) : Irina Kosokova
- Ellen Crawford : Iris Beckley (épisodes 17 et 18)

## Épisodes
Les titres officiels de cette saison (figurant sur les DVD) sont ceux de M6.

### Épisode 1:Les Portes closes
- États-Unis /  Canada : 27 septembre 2009 sur ABC / CTV[1]
- Québec : 23 mars 2010 sur Radio-Canada
- France : 1er avril 2010 sur Canal+ & 14 septembre 2010 sur M6
- Belgique : 24 avril 2010 sur Be Séries & 7 novembre 2010 sur RTL TVI
- Suisse : 3 septembre 2010 sur TSR1

- États-Unis : 13,64 millions de téléspectateurs[2] (première diffusion)
- Canada : 1,441 million de téléspectateurs[3] (première diffusion)
- France : 3 millions de téléspectateurs (première diffusion)

- Richard Burgi (Karl Mayer)
- Kevin Rahm (Lee)

- Le titre choisi par Radio-Canada et Canal+ est une parodie du film Le Mariage de mon meilleur ami réalisé par P. J. Hogan et sorti en 1997.
- Première apparition de Drea De Matteo (Angie).

### Épisode 2:Le Cri
- États-Unis /  Canada : 4 octobre 2009 sur ABC / CTV
- Québec : 30 mars 2010 sur Radio-Canada
- France : 1er avril 2010 sur Canal+ & 14 septembre 2010 sur M6
- Belgique : 24 avril 2010 sur Be Séries et 7 novembre 2010 sur RTL TVI
- Suisse : 3 septembre 2010 sur TSR1

- États-Unis : 14,64 millions de téléspectateurs[4] (première diffusion)
- Canada : 2,088 millions de téléspectateurs[5] (première diffusion)
- France : 3 millions de téléspectateurs (première diffusion)

- Richard Burgi (Karl Mayer)
- Orson Bean (Roy Bender)
- Kevin Rahm (Lee)
- Tuc Watkins (Bob)
- Karl Makinen (Détective Gallagher)

- Le titre choisi par Radio-Canada et Canal+ est une parodie du film Hommes, femmes, mode d'emploi réalisé par Claude Lelouch et sorti en 1996.

### Épisode 3:Une tasse de café
- Sa femme, son ex et lui (France)
- Désaccords parfaits (Canada)

- États-Unis /  Canada : 11 octobre 2009 sur ABC / CTV
- France : 8 avril 2010 sur Canal+ & 14 septembre 2010 sur M6
- Québec : 6 avril 2010 sur Radio-Canada
- Belgique : 1er mai 2010 sur Be Séries et 14 novembre 2010 sur RTL TVI
- Suisse : 10 septembre 2010 sur TSR1

- États-Unis : 13,42 millions de téléspectateurs[6] (première diffusion)
- Canada : 1,901 million de téléspectateurs[7] (première diffusion)
- France : 3 millions de téléspectateurs (première diffusion)

- Richard Burgi (Karl Mayer)
- Tuc Watkins (Bob)
- Brooke Lyons (Candice)
- Josh Zuckerman (Eddie Orlofsky)
- Jesse Metcalfe (John Rowland)
- Daniella Baltodano (Celia Solis)
- Maria Cominis (Mona Clark)

- Le titre choisi par Canal+ est une parodie du film Son ex et moi réalisé par Jesse Peretz et sorti en 2007.

### Épisode 4:La Triste Vérité
- États-Unis /  Canada : 18 octobre 2009 sur ABC / CTV
- France : 8 avril 2010 sur Canal+ & 21 septembre 2010 sur M6
- Québec : 13 avril 2010 sur Radio-Canada
- Belgique : 1er mai 2010 sur Be Séries & 14 novembre 2010 sur RTL TVI
- Suisse : 10 septembre 2010 sur TSR1

- États-Unis : 13,68 millions de téléspectateurs[8] (première diffusion)
- Canada : 2,278 millions de téléspectateurs[9] (première diffusion)
- France : 3,3 millions de téléspectateurs (première diffusion)

- Richard Burgi (Karl Mayer)
- Josh Zuckerman (Eddie Orlofsky)
- Jesse Metcalfe (John Rowland)
- Daniella Baltodano (Celia Solis)
- Shawn Pyfrom (Andrew)

- Le titre choisi par Radio-Canada et Canal+ est une parodie du film Femmes au bord de la crise de nerfs réalisé par Pedro Almodóvar et sorti en 1988.
- Dernière apparition de Jesse Metcalfe (John Rowland).
- Bien que crédité, Kyle MacLachlan (Orson Hodge) n’apparaît pas dans cet épisode.

### Épisode 5:Il est dans notre nature...
- États-Unis /  Canada : 25 octobre 2009 sur ABC / CTV
- France : 15 avril 2010 sur Canal+ & 21 septembre 2010 sur M6
- Québec : 20 avril 2010 sur Radio-Canada
- Belgique : 8 mai 2010 sur Be Séries & 21 novembre 2010 sur RTL TVI
- Suisse : 17 septembre 2010 sur TSR1

- États-Unis : 14,18 millions de téléspectateurs[10] (première diffusion)
- Canada : 1,353 million de téléspectateurs[11] (première diffusion)
- France : 3,3 millions de téléspectateurs (première diffusion)

- Rebecca Staab (Stéphanie)
- Barbara Alyn Woods (laura miller)
- Tuc Watkins (Bob)
- Kevin Rahm (Lee)

- On aperçoit Rebecca Staab et David Chisum qui jouent dans la série de spots publicitaires "Another Desperate Housewife". On peut les voir dans cet épisode lors de la scène chez Lynette quand Susan et Katherine s'affrontent.
- Le titre choisi par Radio-Canada et Canal+ est une parodie du film Hôtel Rwanda réalisé par Terry George et sorti en 2004.
- Bien que créditée, Maiara Walsh (Ana Solis) n’apparaît pas dans cet épisode.

### Épisode 6:La Folie des rancœurs
- L'école est finie (France) ou « Les règles à respecter » (SFR VOD)
- La folie des rancœurs (Canada)

- États-Unis /  Canada : 1er novembre 2009 sur ABC / CTV
- France : 15 avril 2010 sur Canal+ & 21 septembre 2010 sur M6
- Québec : 27 avril 2010 sur Radio-Canada
- Belgique : 8 mai 2010 sur Be Séries & 21 novembre 2010 sur RTL TVI
- Suisse : 17 septembre 2010 sur TSR1

- États-Unis : 14,08 millions de téléspectateurs[12] (première diffusion)
- Canada : 1,928 million de téléspectateurs[13] (première diffusion)
- France : 3,3 millions de téléspectateurs (première diffusion)

- Richard Burgi (Karl Mayer)

- Le titre choisi par Canal+ est une parodie de la chanson L'école est finie sortie en 1963 et interprétée par Sheila.
- Le titre canadien est une parodie du film La Folie des grandeurs réalisé par Gérard Oury et sorti en 1971.
- Bien que créditée, Maiara Walsh (Ana Solis) n’apparaît pas dans cet épisode.

### Épisode 7:On apprend de ses erreurs
- Buffet volé (France)
- Lapera, simple flic (Canada)

- États-Unis /  Canada : 8 novembre 2009 sur ABC / CTV
- France : 22 avril 2010 sur Canal+ & 28 septembre 2010 sur M6
- Québec : 4 mai 2010 sur Radio-Canada
- Belgique : 15 mai 2010 sur Be Séries & 28 novembre 2010 sur RTL TVI
- Suisse : 24 septembre 2010 sur TSR1

- États-Unis : 13,80 millions de téléspectateurs[14] (première diffusion)
- Canada : 2,205 millions de téléspectateurs[15] (première diffusion)
- France : 3 millions de téléspectateurs (première diffusion)

- Anna Katarina (Ivana)
- Kathy Najimy (Détective Denise Lapera)

- Bree organise dans cet épisode un buffet pour des certains "Vitale". Or, ce nom de famille est celui qui avait été prévu initialement pour les Bolen alors que les premières informations sur les nouveaux arrivants filtraient lors de l'été 2009.
- Le titre choisi par Canal+ est une parodie du film Baisers volés réalisé par François Truffaut et sorti en 1968.
- Le titre canadien est une parodie du film Pinot simple flic réalisé par Gérard Jugnot et sorti en 1984.
- Bien que créditée, Maiara Walsh (Ana Solis) n’apparaît pas dans cet épisode.

### Épisode 8:Un endroit tranquille
- Sauvetage à l'italienne (France)
- Les meilleures ennemies (Canada)

- États-Unis /  Canada : 15 novembre 2009 sur ABC / CTV
- France : 22 avril 2010 sur Canal+ & 28 septembre 2010 sur M6
- Québec : 11 mai 2010 sur Radio-Canada
- Belgique : 15 mai 2010 sur Be Séries & 28 novembre 2010 sur RTL TVI
- Suisse : 24 septembre 2010 sur TSR1

- États-Unis : 14,72 millions de téléspectateurs[16] (première diffusion)
- Canada : 2,108 millions de téléspectateurs[17] (première diffusion)
- France : 4 millions de téléspectateurs (première diffusion)

- Richard Burgi (Karl Mayer)
- Tuc Watkins (Bob)
- Josh Zuckerman (Eddie Orlofsky)
- Julie McNiven (Emily Portsmith)
- Jeff Doucette (Père Crowley)

- Le titre choisi par Canal+ est une parodie du film Braquage à l'italienne réalisé par F. Gary Gray et sorti en 2003.
- Le titre canadien est une parodie une parodie du livre Les Meilleurs Amis écrit par Galt Niederhoffer, publié en 2008 et adapté au cinéma en 2011. Ce livre avait déjà été parodié pour le 12e épisode de la 5e saison.
- Bien que créditée, Maiara Walsh (Ana Solis) n’apparaît pas dans cet épisode.

### Épisode 9:Ceux qui nous veulent du mal
- États-Unis /  Canada : 29 novembre 2009 sur ABC / CTV
- France : 29 avril 2010 sur Canal+ & 5 octobre 2010 sur M6
- Québec : 18 mai 2010 sur Radio-Canada
- Belgique : 22 mai 2010 sur Be Séries & 5 décembre 2010 sur RTL-TVI
- Suisse : 24 septembre 2010 sur TSR1

- États-Unis : 12,78 millions de téléspectateurs[18] (première diffusion)
- Canada : 1,752 million de téléspectateurs[19] (première diffusion)
- France : 3 millions de téléspectateurs (première diffusion)

- Richard Burgi (Karl Mayer)
- Josh Zuckerman (Eddie Orlofsky)
- Julie McNiven (Emily Portsmith)
- Maria Cominis (Mona Clark)

- Le titre choisi par Radio-Canada et Canal+ est une parodie du film Prête-moi ta main réalisé par Éric Lartigau et sorti en 2006, mettant en vedette Alain Chabat et Charlotte Gainsbourg.

### Épisode 10:Un Noël pas comme les autres
- États-Unis /  Canada : 6 décembre 2009 sur ABC / CTV
- France : 29 avril 2010 sur Canal+ & 5 octobre 2010 sur M6
- Belgique : 22 mai 2010 sur Be Séries & 5 décembre 2010 sur RTL-TVI
- Québec : 25 mai 2010 sur Radio-Canada
- Suisse : 1er octobre 2010 sur TSR1

- États-Unis : 14,86 millions de téléspectateurs[20] (première diffusion)
- Canada : 1,885 million de téléspectateurs[21] (première diffusion)
- France : 3 millions de téléspectateurs (première diffusion)

- Dan Castellaneta (Jeff Bicks)
- Caroline Aaron (Daphne Bicks)
- Daniella Baltodano (Celia Solis)
- Orson Bean (Roy Bender)
- Maria Cominis (Mona Clark)
- Lyndsy Fonseca (Dylan Mayfair)
- Perry Smith (Gayle)

- Il est de coutume depuis trois saisons qu'un épisode dramatique rompe la trame lancinante de la série (la prise d'otage du 3x07, la tornade du 4x09, l'incendie du 5x08). Cet épisode ne dérogera pas à la règle et mettra les personnages face à un crash d'avion.
- Un personnage présent depuis la saison 1 meurt au cours de cet épisode.
- C'est le dernier épisode diffusé avant la trêve hivernale.
- Dan Castellaneta est doublé en français par Philippe Peythieu, or ils partagent la voix d'un même personnage : Homer Simpson (en version française).
- Le titre choisi par Radio-Canada et Canal+ est une parodie du film L'Étrange Noël de monsieur Jack réalisé par Henry Selick et sorti en 1993.
- Bien que créditée, Maiara Walsh (Ana Solis) n’apparaît pas dans cet épisode.

### Épisode 11:Et si...
- États-Unis /  Canada : 3 janvier 2010 sur ABC / CTV
- France : 6 mai 2010 sur Canal+ & 5 octobre 2010 sur M6
- Belgique : 29 mai 2010 sur Be Séries & 12 décembre 2010 sur RTL-TVI
- Québec : 1er juin 2010 sur Radio-Canada
- Suisse : 1er octobre 2010 sur TSR1

- États-Unis : 15,35 millions de téléspectateurs[22] (première diffusion)
- Canada : 1,872 million de téléspectateurs[23] (première diffusion)
- France : 3 millions de téléspectateurs (première diffusion)

- Richard Burgi (Karl Mayer)
- Zayne Emory (Patrick Scavo, 10 ans)
- Anthony Traina (Patrick Scavo, 25 ans)
- Daniella Baltodano (Celia Solis)
- Gloria Garayua (Celia Solis, 25 ans)

- Cet épisode se déroule suivant le même schéma narratif que certains épisodes de la saison 5 comme le centième (5.13) par exemple. Les scènes de chaque héroïne sont mises bout à bout au lieu du procédé habituel pour permettre aux téléspectateurs de mieux apprécier l'épisode et de suivre l'histoire de chaque housewife au fur et à mesure.
- Le titre choisi par Radio-Canada et Canal+ est une parodie du faux-documentaire C'est arrivé près de chez vous de Rémy Belvaux, André Bonzel et Benoît Poelvoorde sorti en 1992.
- Bien que crédités, Maiara Walsh (Ana Solis), Kyle MacLachlan (Orson Hodge) et Dana Delany (Katherine Mayfair) n’apparaissent pas dans cet épisode.

### Épisode 12:Le Strip-tease
- États-Unis /  Canada : 10 janvier 2010 sur ABC / CTV
- France : 6 mai 2010 sur Canal+ & 12 octobre 2010 sur M6
- Belgique : 29 mai 2010 sur Be Séries & 12 décembre 2010 sur RTL-TVI
- Québec : 8 juin 2010 sur Radio-Canada
- Suisse : 1er octobre 2010 sur TSR1

- États-Unis : 14,03 millions de téléspectateurs[24] (première diffusion)
- Canada : 1,864 million de téléspectateurs[25] (première diffusion)
- France : 3 millions de téléspectateurs (première diffusion)

- Dakin Matthews (Reverend Sykes)
- Kevin Rahm (Lee)
- Orson Bean (Roy Bender)
- Shawn Pyfrom (Andrew)

- Le titre choisi par Radio-Canada et Canal+ est une parodie de la chanson Déshabillez-moi sortie en 1967 et interprétée par Juliette Gréco.
- Bien que créditées, Dana Delany (Katherine Mayfair) et Drea de Matteo (Angie Bolen) n’apparaissent pas dans cet épisode.

### Épisode 13:La Meilleure des thérapies
- États-Unis /  Canada : 17 janvier 2010 sur ABC / CTV
- France : 13 mai 2010 sur Canal+ & 12 octobre 2010 sur M6
- Belgique : 5 juin 2010 sur Be Séries
- Québec : 15 juin 2010 sur Radio-Canada
- Suisse : 8 octobre 2010 sur TSR1

- États-Unis : 11,32 millions de téléspectateurs[26] (première diffusion)
- France : 4 millions de téléspectateurs (première diffusion)

- Jane Leeves (Dr Graham)
- Kevin Rahm (Lee)
- Tuc Watkins (Bob)
- John Rubinstein (Principal Hobson)

- Le titre choisi par Radio-Canada et Canal+ est une parodie du film Nos enfants chéris réalisé par Benoît Cohen et sorti en 1992.

### Épisode 14:Cette comédie qu'on appelle la vie
- États-Unis /  Canada : 31 janvier 2010 sur ABC / CTV
- France : 13 mai 2010 sur Canal+ & 19 octobre 2010 sur M6
- Belgique : 5 juin 2010 sur Be Séries
- Québec : 22 juin 2010 sur Radio-Canada
- Suisse : 8 octobre 2010 sur TSR1

- États-Unis : 11,44 millions de téléspectateurs[27] (première diffusion)
- Canada : 1,303 million de téléspectateurs[28] (première diffusion)
- France : 3 millions de téléspectateurs (première diffusion)

- Orson Bean (Roy Bender)
- Julie Benz (Robin)
- Jane Leeves (Dr Graham)

- Le titre choisi par Radio-Canada et Canal+ est une parodie du film Thérapie de couples de Peter Billingsley et sorti en 2010.
- Bien que créditée, Dana Delany (Katherine Mayfair) n’apparaît pas dans cet épisode.

### Épisode 15:Robin
- États-Unis /  Canada : 21 février 2010 sur ABC / /A\[29]
- France : 20 mai 2010 sur Canal+ & 19 octobre 2010 sur M6
- Belgique : 12 juin 2010 sur Be Séries
- Québec : 29 juin 2010 sur Radio-Canada
- Suisse : 8 octobre 2010 sur TSR1

- États-Unis : 10,92 millions de téléspectateurs[30] (première diffusion)
- France : 3 millions de téléspectateurs (première diffusion)

- Julie Benz (Robin Gallagher)
- Orson Bean (Roy Bender)

- Le titre choisi par Radio-Canada et Canal+ est une parodie de la pièce de théâtre Un tramway nommé Désir écrite par Tennessee Williams et jouée pour la première fois en 1947. Cette pièce avait déjà été parodiée pour le 10e épisode de la Saison 1.
- Bien que créditée, Drea de Matteo (Angie Bolen) n’apparaît pas dans cet épisode.

### Épisode 16:La séduction est un art
- États-Unis /  Canada : 28 février 2010 sur ABC / /A\[29]
- France : 20 mai 2010 sur Canal+ & 19 octobre 2010 sur M6
- Belgique : 12 juin 2010 sur Be Séries
- Québec : 6 juillet 2010 sur Radio-Canada
- Suisse : 15 octobre 2010 sur TSR1

- États-Unis : 10,89 millions de téléspectateurs[31] (première diffusion)
- Canada : 647 000 téléspectateurs[32] (première diffusion)
- France : 3 millions de téléspectateurs (première diffusion)

- Julie Benz (Robin Gallagher)
- Samuel Page (Sam Allen)
- Shawn Pyfrom (Andrew)
- Orson Bean (Roy Bender)
- Kevin Rahm (Lee)
- Tuc Watkins (Bob)

- Le titre choisi par Radio-Canada et Canal+ est une parodie de la chanson La Petite Fugue sortie en 1969 et interprétée par Maxime Le Forestier.
- Bien que crédités, Maiara Walsh (Ana Solis) et Kyle MacLachlan (Orson Hodge) n’apparaissent pas dans cet épisode.

### Épisode 17:Sous le vernis
- États-Unis /  Canada : 14 mars 2010 sur ABC / CTV
- France : 27 mai 2010 sur Canal+ & 26 octobre 2010 sur M6
- Belgique : 19 juin 2010 sur Be Séries
- Québec : 13 juillet 2010 sur Radio-Canada
- Suisse : 15 octobre 2010 sur TSR1

- États-Unis : 12,01 millions de téléspectateurs[33] (première diffusion)
- Canada : 1,509 million de téléspectateurs[34] (première diffusion)
- France : 3 millions de téléspectateurs (première diffusion)

- Julie Benz (Robin Gallagher)
- Max Carver (Preston Scavo)
- Suzanne Costallos (Rose De Luca)
- Ellen Crawford (Iris Beckley)
- Helena Mattsson (Irina Kosokova)
- Samuel Page (Sam Allen)
- Shawn Pyfrom (Andrew)
- Heidi Klum & Paulina Porizkova (elles-mêmes)

- Le titre choisi par Radio-Canada et Canal+ est une parodie du film Le Fils préféré réalisé par Nicole Garcia et sorti en 1994.
- Bien que crédité, Ricardo Antonio Chavira (Carlos Solis) n’apparaît pas dans cet épisode.
- Dernière apparition de Maiara Walsh (Ana Solis). Toutefois, l’actrice reste créditée jusqu’à la fin de la saison.

### Épisode 18:La Victoire
- États-Unis /  Canada : 21 mars 2010 sur ABC / CTV
- France : 27 mai 2010 sur Canal+ & 26 octobre 2010 sur M6
- Belgique : 19 juin 2010 sur Be Séries
- Québec : 20 juillet 2010 sur Radio-Canada
- Suisse : 15 octobre 2010 sur TSR1

- États-Unis : 10,84 millions de téléspectateurs[35] (première diffusion)
- Canada : 1,846 million de téléspectateurs[36] (première diffusion)
- France : 3 millions de téléspectateurs (première diffusion)

- John Barrowman (Patrick Logan)
- Julie Benz (Robin)
- Max Carver (Preston)
- Ellen Crawford (Iris Beckley)
- Joy Lauren (Danielle Katz)
- Helena Mattsson (Irina Kosokova)
- Samuel Page (Sam Allen)
- Shawn Pyfrom (Andrew Van de Kamp)
- Kevin Rahm (Lee)

- Le titre choisi par Radio-Canada et Canal+ est une parodie du film Merci pour le chocolat réalisé par Claude Chabrol et sorti en 2000.
- Dernière apparition de Dana Delany (Katherine Mayfair) en tant que personnage principal. Toutefois, l’actrice reste créditée jusqu’à la fin de la saison.

### Épisode 19:Le mal existe
- États-Unis /  Canada : 18 avril 2010 sur ABC / CTV
- France : 3 juin 2010 sur Canal+ & 26 octobre 2010 sur M6
- Belgique : 26 juin 2010 sur Be Séries
- Québec : 27 juillet 2010 sur Radio-Canada
- Suisse : 22 octobre 2010 sur TSR1

- États-Unis : 10,62 millions de téléspectateurs[37] (première diffusion)
- Canada : 1,211 million de téléspectateurs[38] (première diffusion)
- France : 4 millions de téléspectateurs (première diffusion)

- John Barrowman (Patrick Logan)
- Max Carver (Preston Scavo)
- Helena Mattsson (Irina Kosokova)
- Josh Zuckerman (Eddie Orlofsky)
- Samuel Page (Sam Allen)
- Shawn Pyfrom (Andrew Van de Kamp)
- Kevin Rahm (Lee)
- Tuc Watkins (Bob)

- Le titre choisi par Radio-Canada et Canal+ est une parodie du film Harry, un ami qui vous veut du bien réalisé par Dominik Moll et sorti en 2000.

### Épisode 20:Comment devient-on un monstre?
- États-Unis /  Canada : 25 avril 2010 sur ABC / CTV
- France : 3 juin 2010 sur Canal+ & 2 novembre 2010 sur M6
- Belgique : 26 juin 2010 sur Be Séries
- Québec : 3 août 2010 sur Radio-Canada
- Suisse : 22 octobre 2010 sur TSR1

- États-Unis : 11,29 millions de téléspectateurs[39] (première diffusion)
- Canada : 1,91 million de téléspectateurs[40] (première diffusion)
- France : 3 millions de téléspectateurs (première diffusion)

- Josh Zuckerman (Eddie Orlofsky)
- Diane Farr (Barbara Orlofsky)

- C'est l'unique épisode de la saison où Mary Alice apparaît lors de flashbacks.
- Il y a une incohérence lors de cet épisode car Eddie a l'âge de Porter et Preston Scavo et va à l'école avec eux, alors que Danielle a l'âge de Julie Mayer et a au moins 6 ans de plus qu'Eddie. Il ne pouvait donc pas aller au lycée avec elle et l'admirer en tant que pom pom girl.
- Le titre choisi par Radio-Canada et Canal+ est une parodie du film Un homme sans importance réalisé par Suri Krishnamma et sorti en 1994.
- Bien que crédités, Kyle MacLachlan (Orson Hodge) et Drea de Matteo (Angie Bolen) n’apparaissent pas dans cet épisode.
- Maiara Walsh (Ana Solis) apparaît uniquement en tant que flash-back d’archives.

### Épisode 21:Les Hommes mystérieux
- États-Unis /  Canada : 2 mai 2010 sur ABC / CTV
- France : 10 juin 2010 sur Canal+ & 2 novembre 2010 sur M6
- Belgique : 3 juillet 2010 sur Be Séries
- Québec : 10 août 2010 sur Radio-Canada
- Suisse : 22 octobre 2010 sur TSR1

- États-Unis : 12,12 millions de téléspectateurs[41] (première diffusion)
- Canada : 1,586 million de téléspectateurs[42] (première diffusion)
- France : 4 millions de téléspectateurs (première diffusion)

- John Barrowman (Patrick Logan)
- Charles Carver (Porter Scavo)
- Josh Zuckerman (Eddie Orlofsky)
- Samuel Page (Sam Allen)
- Shawn Pyfrom (Andrew Van de Kamp)
- Linda Purl (Lillian)

- Le titre choisi par Radio-Canada et Canal+ est une parodie de l'émission J'irai dormir chez vous présentée sur Canal+ puis France 5 entre 2004 et 2011 par Antoine de Maximy.

### Épisode 22:De très mauvais choix
- États-Unis /  Canada : 9 mai 2010 sur ABC / CTV
- France : 10 juin 2010 sur Canal+ & 9 novembre 2010 sur M6
- Belgique : 3 juillet 2010 sur Be Séries
- Québec : 17 août 2010 sur Radio-Canada
- Suisse : 29 octobre 2010 sur TSR1

- États-Unis : 11,36 millions de téléspectateurs[43] (première diffusion)
- Canada : 1,77 million de téléspectateurs[44] (première diffusion)
- France : 3,5 millions de téléspectateurs (première diffusion)

- John Barrowman (Patrick Logan)
- Max Carver (Preston Scavo)
- Charles Carver (Porter Scavo)
- Josh Zuckerman (Eddie Orlofsky)
- Samuel Page (Sam Allen)
- Shawn Pyfrom (Andrew Van de Kamp)
- Rick Pasqualone (Détective John Booth)
- Karl Makinen (Détective Furst)

- Le titre choisi par Radio-Canada et Canal+ est une parodie du film L'Encombrant Monsieur John réalisé par J. Lee Thompson et sorti en 1965.

### Épisode 23:Ce n'est qu'un au revoir
- États-Unis /  Canada : 16 mai 2010 sur ABC / CTV
- France : 10 juin 2010 sur Canal+ & 9 novembre 2010 sur M6
- Belgique : 3 juillet 2010 sur Be Séries
- Québec : 24 août 2010 sur Radio-Canada
- Suisse : 29 octobre 2010 sur TSR1

- États-Unis : 12,75 millions de téléspectateurs[45] (première diffusion)
- Canada : 1,672 million de téléspectateurs[46] (première diffusion)
- France : 3 millions de téléspectateurs (première diffusion)

- John Barrowman (Patrick Logan)
- Josh Zuckerman (Eddie Orlofsky)
- Samuel Page (Sam Allen)
- Shawn Pyfrom (Andrew Van de Kamp)
- Zane Huett (Parker Scavo jeune)
- Brent Kinsman (Preston Scavo jeune)
- Shane Kinsman (Porter Scavo jeune)
- Orson Bean (Roy Bender)
- Max Carver (Preston Scavo)
- Charles Carver (Porter Scavo)
- Mark Moses (Paul Young)

- Le titre choisi par Radio-Canada et Canal+ est une parodie du livre L'Adieu aux armes écrit par Ernest Hemingway, publié en 1929 et adapté une première fois au cinéma par Frank Borzage en 1932, puis une seconde fois par Charles Vidor en 1957.
- Bien que crédité, Ricardo Antonio Chavira (Carlos Solis) n’apparaît pas dans cet épisode.
- Dernière apparition de Drea De Matteo (Angie Bolen).